# Diethelm Lütze
Diethelm Lütze (* 1931 in Weingarten; † 2014 in Stuttgart) war ein deutscher Unternehmer und Kunstsammler.

## Leben
Der Neffe des Bauunternehmers und Kunstsammlers Max Lütze war Industriekaufmann und Mitglied der Geschäftsleitung der Baufirma Baumgärtner & Burck (Stuttgart). Später gründete er eine eigene Unternehmensberatung.
1972 begann er in der Nachfolge seines Onkels mit dem Aufbau einer Kunstsammlung mit Werken süddeutscher Künstler nach 1870 (Sammlung Lütze II). Zu den ersten Erwerbungen 1972 gehörten Arbeiten von  Hans Schreiner, Otto Herbert Hajek, Wilhelm Schnarrenberger und Alfred Lörcher. Die schnell wachsende, nach streng kunsthistorischen Grundsätzen aufgebaute und erweiterte Sammlung wurde 1978 und 1981 bereits in Ausstellungen in Esslingen (Villa Merkel) und Ludwigshafen am Rhein (Wilhelm-Hack-Museum) gezeigt. 1980 schloss Lütze einen Kooperationsvertrag mit der Stadt Sindelfingen, die sich zur Einrichtung einer eigenen Galerie und der Bereitstellung eines Ankaufsetats für die Fortführung der Sammlung verpflichtete. 1986 ging die Sammlung mit nunmehr rund 1100 Arbeiten in das Eigentum der Stadt Sindelfingen über.
Ab 1987 widmete sich Lütze der Sammlung von Bildhauerzeichnungen und Vorlagen für dreidimensionale Objekte (Sammlung Lütze III) und der Gefäßkeramik des 20. Jahrhunderts. Ab 1993 folgte der Aufbau einer Sammlung illustrierter Bücher, insbesondere Illustrationen zur Bibel in gebundenen Büchern des 16. bis 20. Jahrhunderts (Sammlung Lütze IV). Sie wuchs binnen weniger Jahre auf 230 Exemplare an, die 1998 mit finanzieller Unterstützung der Stiftung Kunst und Kultur der Landesgirokasse Stuttgart/Landesbank Baden-Württemberg für die Württembergische Landesbibliothek erworben wurden.
Diethelm Lütze war Rechtsritter des Johanniterordens und Deutschherr des Deutschen Ordens. Im November 2014 wurde er tot im Neckar aufgefunden.

## Auszeichnungen
- Bundesverdienstkreuz I. Klasse (1982)